# セシリア・チャン
セシリア・チャン（張 栢芝、Cecilia Cheung、1980年5月24日 - ）は、香港の女優、歌手。モデルの張柏文は弟。

## 来歴・人物
父親は中国人、母親は中国人とイギリス人のハーフ。幼いときに両親が離婚。叔母をたよって、14歳のときにオーストラリアに渡る。父の異なる姉、同じ両親の弟2人、母の異なる弟が1人いる。
1998年、オーストラリアのRMIT Holmes Collegeハイスクールを卒業、香港に帰り、陽光檸檬茶（レモンティー）のTVCMで芸能界デビュー、1999年にチャウ・シンチー主演の『喜劇王』のヒロイン役に抜擢され映画デビュー。同年に歌手デビューも果たし、さらに『星願 あなたにもういちど』で香港電影金像奨最優秀新人賞を受賞。挿入歌「星語心願」では主題歌賞も獲得した。『東京攻略』（2000年）での出番はわずかだったが、仲村トオル、阿部寛らと共演している。また韓国映画『パイラン』（2001年）ではヒロイン役を演じ、チェ・ミンシクと共演。『少林サッカー』（2001年）では、ヒゲをはやした男装で、カレン・モクとともにゲスト出演している。
2002年1月4日に行われたチャリティーイベント『慈善星輝仁済夜』の「炮弾戦車衝天飛」では、車を数台を並べた上を車で飛び越えるスタントにも挑戦したが、着地の衝撃で脊椎の第12骨を損傷、頸を強打、全治数ヶ月といわれる重傷を負った。この件でジャッキー・チェンが「このようなスタントはさせるべきではない」と主催者側に対し非難のコメントを出している。
2003年、爾冬陞監督の『忘れえぬ想い』で香港電影金像奨・香港電影金紫荊奨・華語電影傳媒大奨・演芸動力大奨の最優秀主演女優賞を総なめにし、23歳にしてトップ女優の座に躍り出る。翌2004年もイー・トンシン監督の『ワンナイト・イン・モンコック』で主演。2005年のチェン・カイコー監督『PROMISE』では、物語の鍵を握る絶世の美女・傾城役で出演し、真田広之、チャン・ドンゴン、ニコラス・ツェーらと共演している。
一方でプライベートではデビュー当初から様々なスキャンダルやトラブルに見舞われ、ニコラス・ツェーと交際していたが一旦破局し、その後復縁。2006年9月29日にフィリピンで結婚式を挙げた。2007年8月には男児（中国名：謝振軒、英語名：ルーカス）を出産。2008年、エディソン・チャンの写真流出事件に巻き込まれる。これにより、エディソンとの性行為を撮影したわいせつな無修正画像がインターネット上に広く出回ったが、これらの画像はニコラス・ツェーと婚姻関係にある最中に撮影されたものであったため、ニコラス側との間に収拾し難い事態を引き起こすことになった。その後、2009年12月まで、セシリアのメディア露出は途絶えた。香港メディアは、セシリアが第2子を妊娠していると報じ、所属事務所は否定した が、セシリアは2010年5月12日に男児（中国名；謝振南、英語名；クインタス）を出産した。出産後はメディア復帰も果たし、2010年7月、チャウ・シンチーとのトーク番組に出演した。夫であるニコラス・ツェーとの関係も修復しつつあり、2011年4月17日、ニコラスが第30回香港電影金像奨授賞式で最優秀主演男優賞を獲得した際は、夫妻でともに会場を訪れ、夫のスピーチに涙を流すなど婚姻関係が順調であることを示唆した。しかし、間もなく破局説がささやかれ、2人は別居生活に入る。息子2人はセシリアが面倒をみることになった。2011年8月、ニコラスと離婚。
2010年10月には翌年公開の旧正月映画『最強囍事』を撮影開始、映画界復帰第一作となる。同月には長男のルーカスも共演作『無價之寶』でスクリーン・デビューを遂げ、話題を集めた。翌2011年も『スピード・エンジェルス』にゲスト出演し、ジャッキー・チェンがプロデュースした時代劇『女ドラゴンと怒りの未亡人軍団』で主演するが、いずれも興収が思わしくなく、ネット投票と映画批評家によって候補が選ばれる中国のラズベリー賞こと「金掃箒奨」の第3回では、出演した3作が作品賞にノミネートされ、主演女優賞候補に選ばれてしまうという不名誉な事態となり、『女ドラゴンと怒りの未亡人軍団』で主演女優賞となってしまった。2012年、『7日間の恋人』でクォン・サンウと共演。また韓国のホ・ジノ監督による中国映画『危険な関係』でチャン・ツィイー、チャン・ドンゴンと共演している。
2018年、第3子を出産。父親については公表していない。

## 主な作品

### 映画
- 『喜劇王』「喜劇之王」（1999年）香港
- 『超速伝説 ミッドナイト・チェイサー』「烈火戰車2　極速傳説」（1999年）香港
- 『星願 あなたにもういちど』「星願」（1999年）香港
- 「寶蓮燈」（※アニメーション）（1999年）香港
- 『東京攻略』「東京攻略」（2000年）香港
- 『ドリフト』「順流逆流」（2000年）香港
- 「辣手回春」（2000年）香港
- 「12夜」（2000年）香港
- 『パイラン』「白蘭」（2001年）韓国
- 『少林サッカー』「少林足球」（2001年）香港
- 『天上の剣 The Legend of zu』「蜀山傳」（2001年）香港
- 「鍾無艶」（2001年）香港
- 『恋のQピッド』「老夫子2001」（2001年）香港
- 『エブリデイ・イズ・バレンタイン』「情迷大話王」（2001年）香港
- 「芭啦芭啦櫻の花」（2001年）香港
- 「無限復活」（2002年）香港
- 「絶世好B」（2002年）香港
- 「我家有一隻河東獅」（2002年）香港
- 『剣客之恋』「老鼠愛上猫」（2003年）香港
- 「絶種好男人」（2003年）香港
- 『マッスルモンク』「大隻佬」（2003年）香港
- 『忘れえぬ想い』「忘不了」（2003年）香港
- 『新世紀Mr.Boo! ホイさま カミさま ホトケさま』「鬼馬狂想曲」（2004年）香港
- 『性感都市 セックス&ビューティーズ』「性感都市」（2004年）香港
- 『ワンナイト・イン・モンコック』「旺角黒夜」（2004年）香港
- 『ラヴァーズ・アンド・ドラゴン』「小白龍情海翻波」（2004年）香港
- 『PROMISE』「無極」（2005年）中国・日本・韓国・香港
- 「喜馬拉亞星」（2005年）香港
- 「最愛女人購物狂」（2006年）香港
- 『カンフー少女』「野蠻秘笈」（2006年）香港
- 「最強囍事」（2011年）香港
- 『女ドラゴンと怒りの未亡人軍団』「楊門女将之軍令如山」（2011年）中国：穆桂英役
- 『スピード・エンジェルス』「極速天使」（2011年）香港
- 『7日間の恋人』「影子愛人」（2012年）香港・中国
- 『危険な関係』「危險關係」（2012年）中国

### 広東語のスタジオ・アルバム
| 枚  | 発売日        | 商品番号   | 定価            | 発売元                   | タイトル                                  | オリコン 最高位 | RIAJ認定 |
| --- | ------------- | ---------- | --------------- | ------------------------ | ----------------------------------------- | --------------- | -------- |
| 1st | 2006年1月15日 | BMH-050502 | ¥ 3,575（税込） | ユニバーサルミュージック | 忘れえぬ想い (セシリア・チャンのアルバム) |                 |          |

- 「任何天氣」（1999年）
- 「張柏芝903狂熱份子」「張柏芝」「A Brand New Me」（2000年）
- 「最新形象－新曲＋精選」「全新經驗新曲+精選」「Party All The Time」（2001年）
- 「真我張栢芝」（2002年）
- 「C1」（2005年）